# Mondaltar

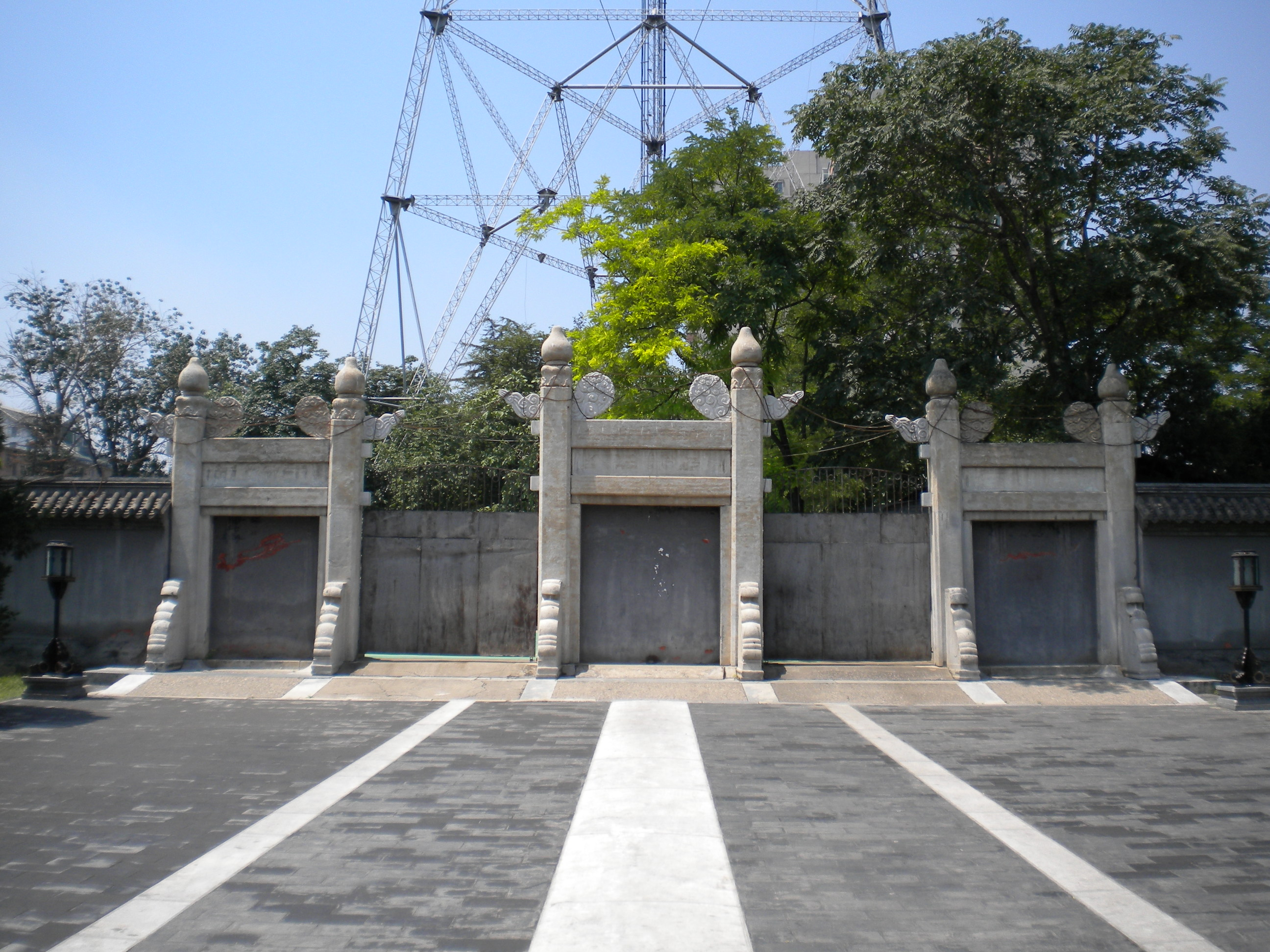

Der Mondaltar bzw. Mondtempel (chinesisch 月坛, Pinyin Yuètán) im Pekinger Stadtbezirk Xicheng wurde in der Zeit der Ming-Dynastie angelegt und während der Zeit der Ming- und Qing-Dynastien vom Kaiser zu Opferzwecken verwendet. Am gegenüberliegenden Ende des Stadtzentrums befindet sich Sonnenaltar (Ritan) im Ritan-Park.
Der Mondaltar steht seit 2006 auf der Liste der Denkmäler der Volksrepublik China (6-301).
Der Tempel befindet sich im Yuetan-Park bzw. Mondaltar-Park (月坛公园).